# Flagelloscypha fusispora
Flagelloscypha fusispora är en svampart som beskrevs av Agerer 1980. Flagelloscypha fusispora ingår i släktet Flagelloscypha och familjen Niaceae.   Inga underarter finns listade i Catalogue of Life.